# Eder Sánchez
Heraclio Eder Sánchez Terán (Tlalnepantla de Baz, 21 mei 1986) is een Mexicaanse snelwandelaar. Hij nam tweemaal deel aan de Olympische Spelen, maar won bij die gelegenheid geen medaille.

## Biografie
In 2004 werd hij vierde bij de wereldjeugdkampioenschappen. In datzelfde jaar won hij bij de wereldbekerwedstrijden op het onderdeel 10 km snelwandelen een zilveren medaille. Op de wereldkampioenschappen atletiek 2007 in Osaka werd hij nipt verslagen waardoor hij genoegen moest nemen met een vierde plaats.
Op de Olympische Spelen van 2008 in Peking maakte hij zijn olympische debuut. Met 1:21.53 eindigde hij op een vijftiende plaats. Op de wereldkampioenschappen atletiek 2009 in Berlijn behaalde hij een bronzen medaille. Met een tijd van 1:19.22 eindigde hij achter de Rus Valeri Bortsjin (goud; 1:18.41) en de Chinees Wang Hao (zilver; 1:19.06).

## Persoonlijke records
| Onderdeel             | Prestatie | Datum            | Plaats      |
| --------------------- | --------- | ---------------- | ----------- |
| 3000 m snelwandelen   | 11.14,01  | 4 juli 2009      | Cork        |
| 5000 m snelwandelen   | 18.40,11  | 28 februari 2009 | Sydney      |
| 10.000 m snelwandelen | 40.46,29  | 4 juli 2004      | Monterrey   |
| 10 km snelwandelen    | 39.32     | 6 augustus 2005  | Helsinki    |
| 20 km snelwandelen    | 1:18.34   | 10 mei 2008      | Tsjeboksary |

## Palmares

### 10.000 m snelwandelen
- 2004: 4e WK junioren - 41.01,64

### 10 km snelwandelen
- 2004:  Wereldbeker - 41.01

### 20 km snelwandelen
- 2005: 8e WK - 1:20.45
- 2006:  Centraal-Amerikaanse en Caribische Spelen
- 2006: DNF Wereldbeker
- 2007: 4e WK - 1:23.36
- 2008:  Wereldbeker - 1:18.34
- 2008: 15e OS - 1:21.53
- 2009:  WK - 1:19.22
- 2010: 6e Wereldbeker - 1:23.56
- 2011: 15e WK - 1:23.05
- 2012: 8e Wereldbeker - 1:20.58
- 2012: 6e OS - 1:19.52